# 独贵龙运动
独贵龙（汉语拼音字母：dûgûilang；亦译“多归轮”、“多归轮運動”、“環狀抗爭”、環形抗爭），指清朝末年至中华民国大陸時期，内蒙古伊克昭盟一带兴起的反抗政府剥削的蒙古族群众运动。独贵龙指「环形、圆圈」之意，因参与者常坐成圆圈讨论，并在公文中以圆圈形签名而得名，这样既表示平等，也不会暴露领导者。
清咸丰八年（1858年），“独贵龙”运动在伊克昭盟乌审旗兴起，迫使伊克昭盟盟长与乌审旗札萨克王公等减轻了当地的赋税。此后，“独贵龙”运动逐渐扩展至全盟，从同治五年（1866年）至光绪十七年（1891年），在该盟札萨克旗、乌审旗多次爆发“独贵龙”运动。1899年后，受义和团影响，独贵龙运动演变成为反洋教运动。
中华民国成立后，又爆发了以反对强行垦荒为主旨的席尼喇嘛领导的“七十安达独贵龙”运动。直到1930年方被镇压，此后独贵龙运动走向衰落。
中华人民共和国成立后，在昭乌达盟大量设立独贵龙，至今仍为赤峰市各嘎查下的基层政治组织。
2020年內蒙古雙語教育新政策爭議期間，曾被下令「黨媒姓黨」的內蒙古廣播電視台300多位員工，以独贵龙環狀及蒙古文方式簽字反對漢語教學新規定。

## 外部連結
- 感觉这个蒙文请愿形式（独贵龙）好漂亮 （页面存档备份，存于）